# Exekias
Exekias (in greco antico: Ἐξηκίας?, Exēkíās, conosciuto in italiano come Exechía; fl. 550 / 530 a.C.) è stato un ceramografo attico, attivo nell'Atene della seconda metà del VI secolo a.C.
Come ceramografo la sua attività appare confinata a un periodo ancor più breve, durante il quale operò nella realizzazione di ceramica a figure nere, in un'epoca che conobbe la massima fioritura di quella tecnica pittorica della quale è considerato da molti il maggior esponente, oltre che una delle principali figure dell'intera storia dell'arte.
Le sue opere conobbero vasta fortuna e furono largamente esportate in varie parti del mondo, compresa l'Etruria.

## Biografia

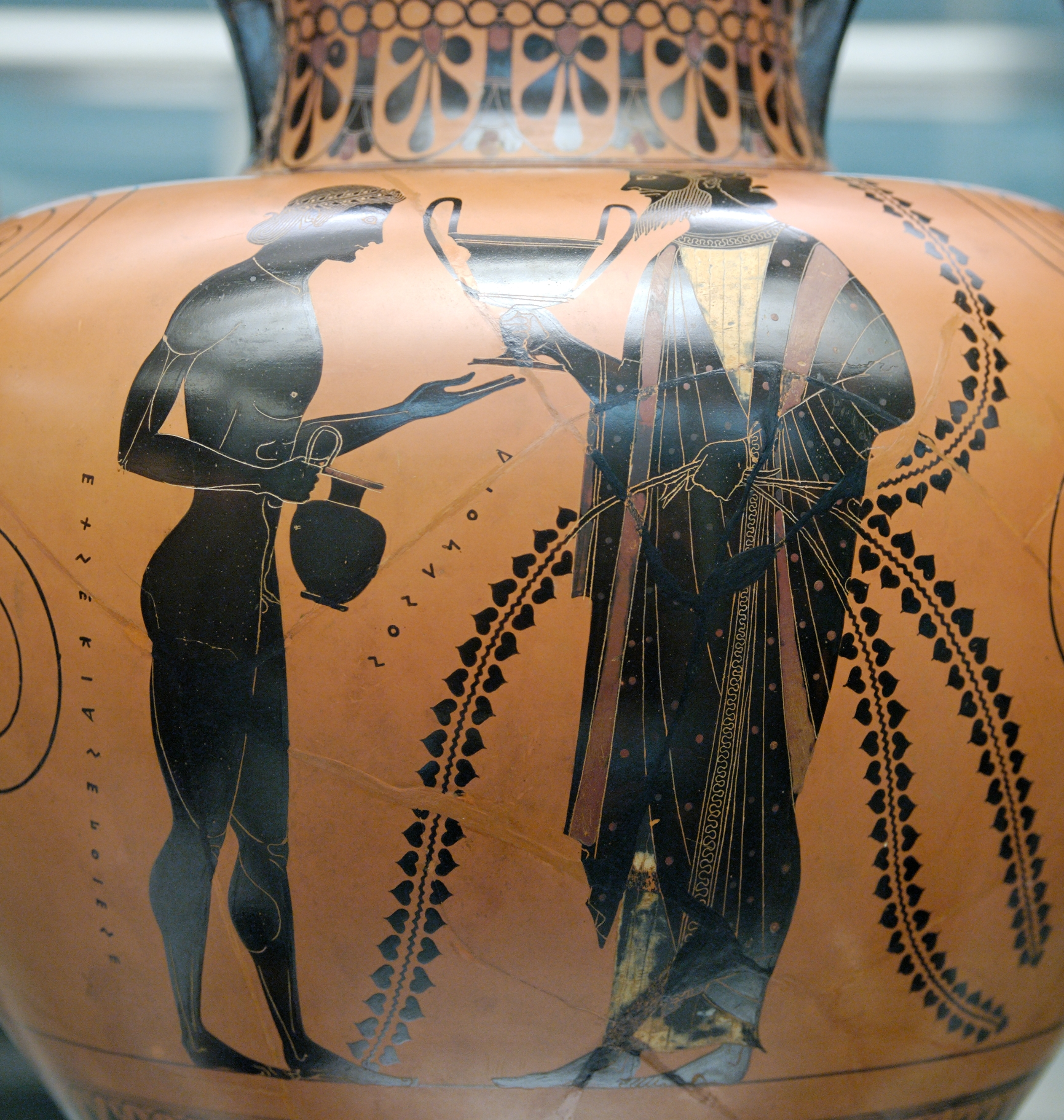
Dioniso con suo figlio Oinopion, anfora attica a figure nere, ca. 540-530 a.C., British Museum (B 210). Sull'altro lato è raffigurata la scena di Achille e Pentesilea.

La figura di Exekias, come vasaio prima e come pittore poi, appare strettamente legata a quella vasta e compatta cerchia di artisti, denominata Gruppo E, che, tra la metà e l'ultimo scorcio del sesto secolo, operò una netta e consapevole rottura della tradizione e della maniera artistica che, dal 550 a.C., si era andata affermando con l'opera del ceramografo Lido. Fu questo innovativo movimento artistico a fornire il retroterra culturale da cui si staglia nettamente la figura di Exekias come ceramografo:
(John Beazley, The Development of Attic Black-Figure, 1986, p. 58)
I lavori di Exekias si distinguono per la grandiosità della composizione, la padronanza del disegno e la fine caratterizzazione, in grado di trascendere le severe limitazioni espressive imposte dalla tecnica a figure nere. Come ebbe a dire uno storico dell'arte antica: 
(John Boardman, Athenian Black Figure Vases, p. 57)
Sia come ceramografo sia come ceramista Exekias fu un innovatore, in grado di immaginare nuovi temi, di sperimentare nuove forme vascolari, fra le quali, probabilmente, il cratere a calice,. A lui si deve, ad esempio, l'invenzione della kylix del "tipo A" e di quella "ad occhioni", di cui si dirà in seguito, dell'anfora di "tipo A" e dell'anfora a collo distinto. 
Exekias, inoltre, seppe concepire innovazioni tecniche insolite, come la campitura con una mano di fondo rosso corallo per esaltare la resa cromatica, un accorgimento utilizzato, con grande effetto, nel tondo interno della celeberrima kylix di Dioniso, che poi sarà ripreso occasionalmente da artisti sia a figure nere sia a figure rosse. La vernice rosso corallo ha la stessa apparenza della vernice nera ed è ottenuta o proteggendo il colore dalla riossidazione durante la cottura, oppure grazie all'aggiunta di qualche ingrediente.

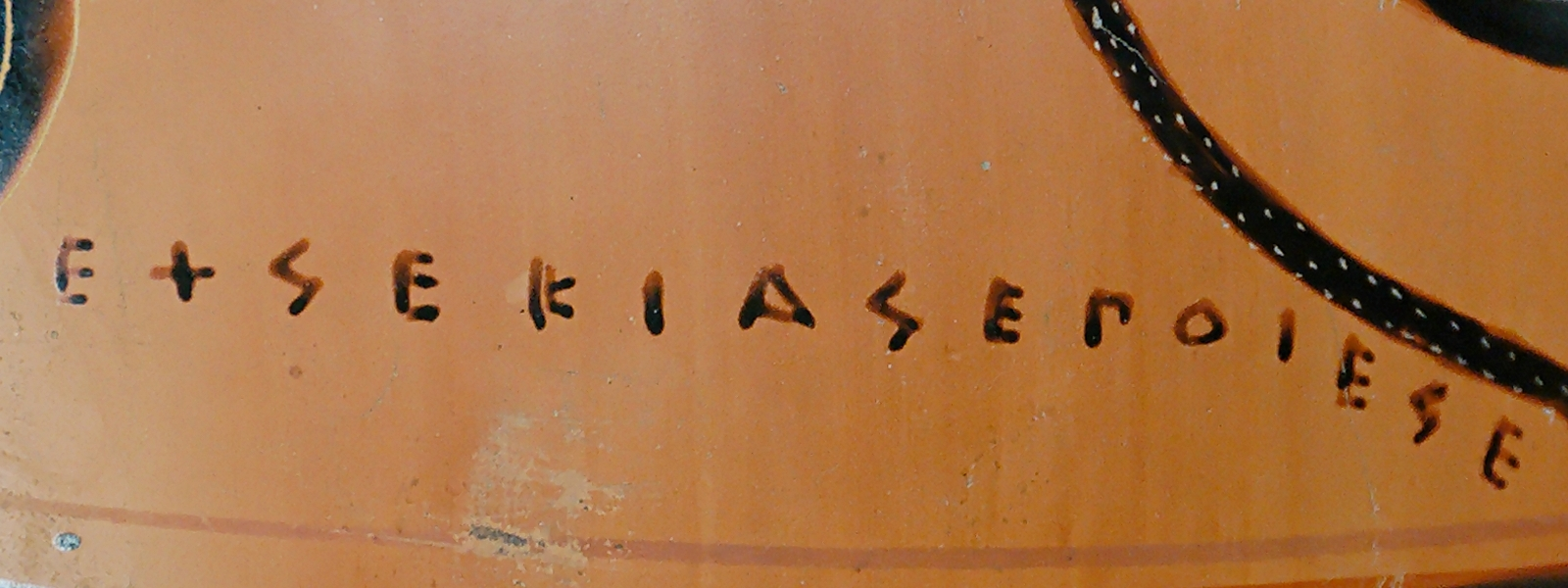
La firma di Exekias come ceramista: (“[mi] fece Exekias”), circa 550–540 a.C., Louvre F53

Di lui sono sopravvissute solo quattordici opere firmate, mentre circa altre 25 gli vengono attribuite, tra vasi e pinakes.
Una delle sue opere più celebri è un'anfora campaniforme autografa, ora ai Musei vaticani, che ritrae Aiace Telamonio e Achille in posizione assisa, intenti in un gioco da tavolo (forse dadi o astragali). Vi si leggono le seguenti parole, nella forma metrica del trimetro giambico: "Eksekias egraphse m'kapoiesen" ("Exekias mi fece e mi dipinse").
Anche altre opere ritraggono scene tratte dalla guerra di Troia, come l'uccisione in duello della regina delle Amazzoni, Pentesilea, da parte di Achille, o i preparativi del suicidio che Aiace si infligge per non aver ricevuto in dono le armi di Achille.
Un'altra realizzazione, riprodotta praticamente in tutti i manuali di arte greca, è la famosa kylix di Monaco di Baviera (Staatliche Antikensammlungen, Inv. 2044), in quello stile "ad occhioni" da lui stesso creato, il cui tondo interno ritrae Dioniso che veleggia su un mare rosso corallo solcato da delfini, nell'episodio dei pirati ispirato all'Inno a Dioniso, l'inno omerico dedicato al dio. Sul piede della coppa si legge la firma: "Eksekias m'epoiesen" ("Exekias mi fece").
Ci si trova di fronte a capolavori. Tuttavia, non sono molti quelli a noi giunti e appare improbabile che si sia potuto guadagnare da vivere solo con questi rari, raffinatissimi pezzi. Potrebbe averne realizzati un gran numero di fattura meno accurata, oggetti non firmati destinati a un uso comune.
Non ci è noto alcun dettaglio della sua vita, probabilmente un riflesso di una scarsa rilevanza sociale di queste figure artistiche. Si è congetturato che provenisse da Salamina, vista la sua predilezione per il tema di Aiace Telamonio.

## Attività
Nella breve stagione della sua fioritura pittorica, Exekias fu più interessato alle grandi raffigurazioni della vita, della morte e della religione, piuttosto che ai dettagli della mitologia.
La sua pittura si sofferma a ritrarre attimi sapientemente estratti dal corso degli eventi, mirabilmente composti, che ci mostrano close-up dei personaggi colti in un particolare momento simbolico, precedente o successivo all'azione, ponendo un'enfasi particolare, anch'essa innovativa, sull'introspezione psicologica dei soggetti rappresentati. La concentrata attenzione che Exekias focalizza sui protagonisti risolve la narrazione epica in raffigurazioni essenziali, di intenso e profondo spessore; l'aura austera e drammatica che aleggia nelle sue sorvegliate composizioni raggiunge livelli espressivi che possono ben dirsi degni di un poeta.
Sull'ampia superficie metopale dei grandi vasi, il suo austero respiro "omerico" trova lo spazio adeguato per dar vita a quella sintesi di épos, èthos e mito che definisce l'orizzonte della sua poetica. 
Exekias fu il tragediografo della pittura vascolare, capace di narrazioni pittoriche che sono l'equivalente di uno stile letterario che si potrebbe definire aulico. L'accigliato Aiace dell'anfora di Boulogne-sur-Mer prepara cupo e compassato il suo suicidio; nelle scene di compianto funebre delle sue tavole ateniesi, il sentimento umano assume una dignità olimpica; personalità eroiche e divine, nell'anfora del ritorno dei Dioscuri, si compongono in una scena umana di vita di ogni giorno. È il segno, secondo la felice definizione di un grande studioso dell'antichità classica, di un punto di inizio, per l'intera storia dell'arte, ovvero l'assunzione della: 
(John Boardman)

### Achille e Pentesilea
L'anfora a collo distinto del British Museum (Inv.: London B 210), coglie la regina delle Amazzoni nell'attimo fatale. Il viso e le membra sono lumeggiate di bianco, segno convenzionale della femminilità. Lo sguardo, intriso di pathos, si volge verso l'alto a cercare quello dell'uomo che ora la tiene totalmente in suo potere. La sua forza, le sue armi, la sua femminilità hanno fallito. Qualcuno racconta come proprio in quel momento Achille si innamori di lei, troppo tardi perché egli possa pietosamente fermare la sua mano omicida. È un tema che riguarda le donne e la guerra, un'associazione che la società greca non vedeva di buon occhio. L'accuratezza dei numerosi dettagli non allontana dalla percezione della scena nella sua sospesa totalità. Le due fasce floreali, sopra e sotto la zona figurata, sono contenute, mentre il disegno fitomorfo nei pressi delle anse è ridotto a una serie di astratte spirali.

### L'anfora di Achille e Aiace

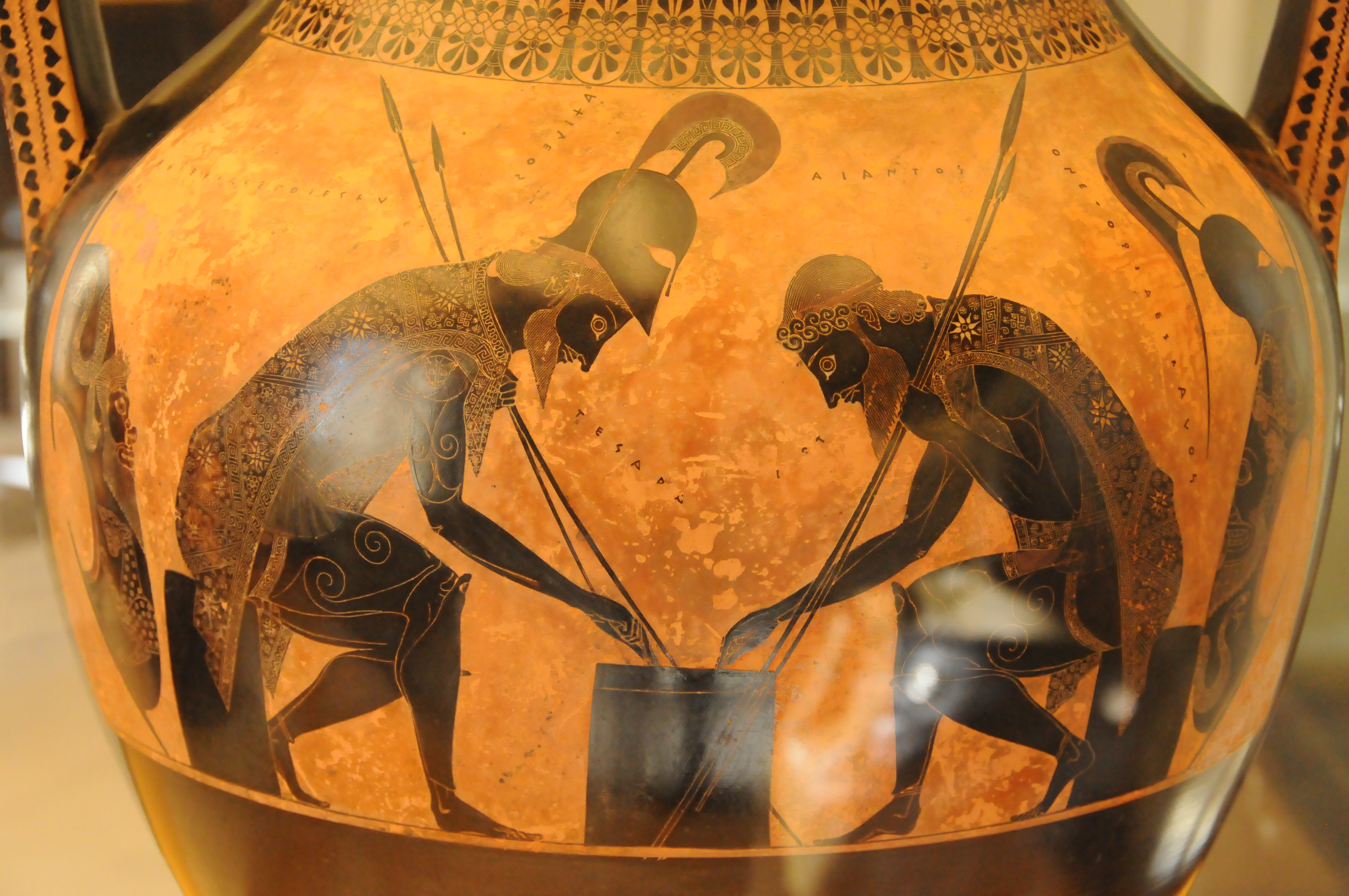
Aiace e Achille intenti a un gioco da tavolo, un tema ignoto all'epos omerico, ma molto diffuso nella pittura vascolare. Anfora a figure nere dai Musei Vaticani

L'anfora di tipo A con Achille e Aiace, conservata al Museo Gregoriano Etrusco (n. inv. 344), reca la doppia firma "fatto e dipinto" sul labbro, e la firma di Exekias come vasaio è ripetuta poi sul corpo. I due eroi, in attesa o nel mezzo di una battaglia, sono rappresentati in pose assorte, mentre sono dediti a un gioco da tavolo, qualcosa di simile a dama, scacchi, backgammon o, secondo altri, dadi o astragali. È un soggetto inedito dell'iconografia omerica, un'originale creazione dell'artista che non trova riscontro in alcun testo letterario. Il tema, con qualche variazione, diventerà popolare nella ceramica dell'inizio del quinto secolo e sarà riprodotto anche in un gruppo scultoreo dell'acropoli di Atene. I due eroi sono in parte armati, Achille indossa l'elmo corinzio che forma l'apice di un modulo sostanzialmente triangolare, quello di Aiace è appoggiato allo scudo. Sullo scudo di Achille l'emblema è una testa di satiro in altorilievo, tra un serpente e una pantera, lo scudo di Aiace ha un gorgoneion tra due serpenti. Aiace ha la barba più lunga rispetto al più giovane Achille. Il virtuosismo incisorio profuso da Exekias in questa scena rappresenta, per John Beazley, il vertice ineguagliabile raggiunto dalla ceramografia a figure nere.
Sull'altra faccia dell'anfora un giovane Castore è rappresentato con uno dei suoi cavalli, Kyllaros; Polluce, l'altro dioscuro, è rappresentato nudo mentre gioca con il cane che salta verso di lui. Un ragazzino si dirige verso Polluce recando una sedia poggiata sulla testa, con un indumento ripiegato su di essa; un ariballo è legato intorno al suo avambraccio. Vicino a Castore troviamo le figure dei genitori, Leda e Tindaro.
Quest'anfora appartiene al periodo maturo di Exekias, ormai lontano dal Gruppo E. Le rigidità ancora presenti nel vaso di Londra B 210 sono ormai tradotte nella calma serena delle predilette scene domestiche. Il cavallo è già del tipo tardo arcaico, la veste di Castore e l'himation di Tindaro hanno molte pieghe tridimensionali, tipiche del tardo arcaismo nella sua prima fase.
L'aspetto degli uomini e delle donne di Exechias è in linea con i kouroi e le korai della scultura arcaica del VI secolo a.C. e con le figure a bassorilievo delle stele sepolcrali. La figura di Leda, in particolare, è stata frequentemente accostata alla Kore col peplo del Museo dell'Acropoli di Atene (n. 679), fornendo una plausibile datazione per quest'ultima.

### Cratere a calice dell'Acropoli di Atene
Il manufatto è stato rinvenuto nel 1937 sul versante nord dell'Acropoli di Atene durante campagne di scavi archeologici condotte dalla Scuola archeologica americana (Athens, North Slope AP 1044), primo esempio conosciuto di una forma, quella del cratere a calice, che apparterrà a molti dei futuri capolavori della tecnica a figure rosse. L'iscrizione kalos riporta il nome di Onetorides come sui vasi di Berlino e del Vaticano. Sul lato principale è rappresentata una scena con carro, ma delle figure che lo occupavano restano solo la parte finale del nome di Eracle e la spada di Atena. Si tratta del carro di quest'ultima, che insieme ad Eracle si dirige sull'Olimpo, dove cinque deità li attendono: Apollo che suona la cetra, Artemide, Poseidone, una dea non nominata (o il cui nome è andato perduto), e Hermes. L'immagine sull'altro lato del vaso propone la contesa sul corpo di Patroclo, episodio di cui esiste un solo altro esempio certo su una coppa a figure rosse di Oltos a Berlino. Il corpo giace a terra; su ogni lato tre guerrieri combattono per prenderne possesso. L'area presso le anse è trattata separatamente e riporta, su ciascun lato, un vitigno e una menade seduta. La parte bassa del vaso è decorata su ciascun lato con un gruppo di animali, due leoni che attaccano un toro.

### La kylix di Dioniso
Nella famosa kylix di Dioniso (Monaco, Inv. n. 2044), il primo esempio di coppa del tipo A, Exekias sfrutta in maniera originale l'intero fondo dell'invaso, lavorato su una lucida copertura color rosso corallo, trasformando il tondo interno in una larga superficie su cui dispiegare la scena principale. Dioniso, dio dell'ispirazione, viene ritratto nel mezzo del suo tranquillo veleggiare verso le coste dell'Attica. I pirati tirreni che avevano rapito la sua nave e progettavano di ridurlo in schiavitù, spaventati dalla metamorfosi dell'albero della nave in vite, si gettano in mare trasformandosi in delfini. La nave assomiglia a quella che si trova sul vaso François: la prua è a forma di testa di cinghiale, mentre la poppa è terminata dalla testa di un cigno.
L'elemento tematico più importante è la salvezza dei pirati, che non vengono condotti a morte ma trasformati in delfini che sguazzano turbinando intorno alla nave e l'accompagnano nella rotta. 
Dioniso, per ispirazione divina, vuole portare ordine in Attica, una regione che, al pari di altre dell'Egeo, ha sofferto la pirateria, il brigantaggio predace e ha conosciuto il caos sociale negli "anni bui". Così il dio plana sereno su un mondo che assurge a nuova vita e si diverte al suo seguito.
La lumeggiatura bianca delle vele gonfie nei loro imbrogli polarizza l'attenzione sul vento, che soffia favorevole ai suoi voleri e lo conduce verso Atene, in quello che più che un viaggio può definirsi un nostos, un ritorno a casa.
All'esterno della scena principale, il centro dell'interesse è spostato presso l'area delle anse: le scene figurate che vi si trovano rappresentano due battaglie sul corpo di un guerriero morto. Il corpo riempie lo spazio sotto la maniglia e tre guerrieri combattono per il corpo a fianco delle anse.

### Anfora del suicidio di Aiace

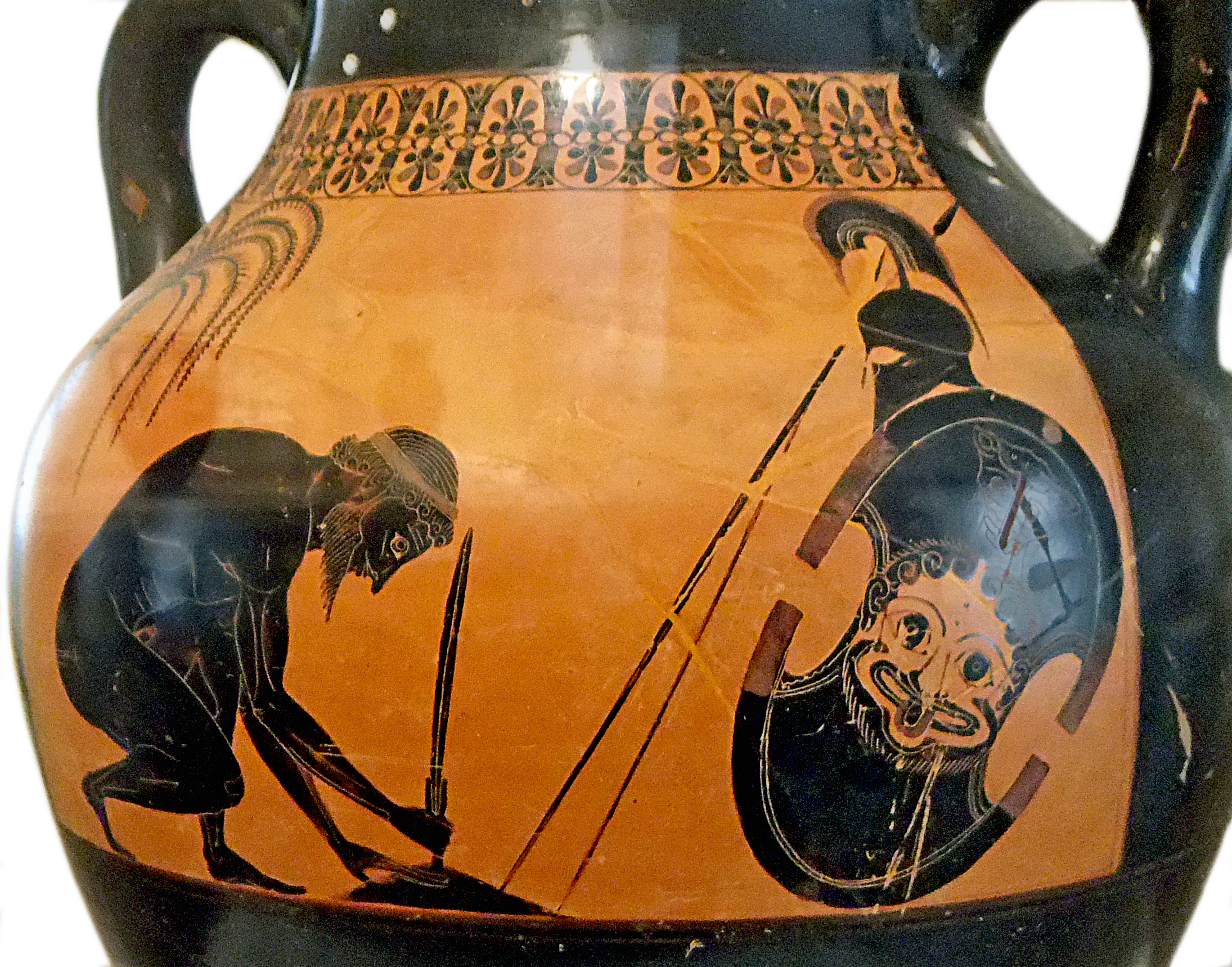
L'anfora del suicidio di Aiace, allo Château-musée di Boulogne-sur-Mer

L'anfora con la scena del suicidio di Aiace (Boulogne-sur-mer, Chateau-musée), non firmata, raffigura un topos non così raro nella vita di un guerriero. Aiace ha perso, in favore di Odisseo, la contesa per le armi di Achille e ha gettato su di sé un'ombra d'infamia quando, colto da un raptus, stermina un gregge di pecore su cui si era scagliato dopo averle scambiate per i condottieri greci. Non potendo sopportare il peso della sua hybris, si toglierà la vita avventandosi sulla sua spada.
Il tema, conosciuto attraverso le tragedie di Sofocle, è comune nell'arte arcaica dal protocorinzio in avanti, ma Exekias è l'unico a non mostrare il cruento finale, ma la lunga preparazione dell'atto suicidario. Tutta la vicenda mortale dell'eroe è riassunta da Exekias in un solo attimo. Aiace si arrende al proprio destino, impotente di fronte a un disegno più grande di lui. Nel muto e severo raccoglimento della solitudine eroica, con il volto solcato dal dolore - notazione rara nelle figure nere - prepara metodicamente il suicidio. Lo scudo decorato con il gorgoneion apotropaico è poggiato di lato e Aiace è ora vulnerabile. Lo vediamo rannicchiato e solitario, in un'atmosfera sospesa, mentre infigge nel suolo la sua stessa spada, un tempo distruttiva, volgendo le spalle all'albero della vita. Di lì a poco si lancerà sulla lama, espiando con la morte la colpa della sua arroganza.

## Composizione
Exekias cerca di dilatare la raffigurazione grafica sulla più ampia superficie possibile. 
E tuttavia ogni scena è accuratamente delimitata, quasi a riflettere un principio di ordine cosmico.
Oltre al campo pittorico principale, l'artista non trascura quelli secondari. Dove non vi sono spazi, utilizza file di rosette, spighe, spirali o semplici nastri. Talvolta circonda il campo visuale con vernice nera così che l'immagine, si può dire, sembra emergere d'improvviso dall'oscurità.

### Rapporto tra forma vascolare e raffigurazione
Tipica e innovativa, nella cifra stilistica di Exekias, è l'espressione di una raffinata sensibilità nei confronti del rapporto tra le forme vascolari e la decorazione pittorica. La superficie e le sue protrusioni diventano il perimetro entro cui conformare e dispiegare la composizione e le linee della pittura vascolare. 
Quando si guarda direttamente lo spazio pittorico, appare subito qualcosa che cattura l'attenzione: il tavolo da gioco dell'anfora vaticana, il volto dell'amazzone, la veste punteggiata di stelle di Dioniso, la lama di Aiace che si staglia dal suolo. Nella curva superficie vascolare questo punto è il più vicino all'occhio e lo sguardo vi si posa in modo naturale.
Tutte le altre linee gravitano attorno a questo centro tematico o vi convergono come linee di forza o raggi di una ruota. Le armi dei guerrieri, il profilo ricurvo delle loro spalle, la sagoma della vela rigonfia e gli imbrogli che la sostengono, il carosello dei delfini...

### Dettagli e virtuosismo incisorio
Un secondo carattere sintomatico della sua arte è quel suo riempire le sagome dei personaggi con linee fittamente e accuratamente incise, portando agli estremi la qualità quasi incisoria della tecnica a figure nere; la finezza virtuosistica del suo bulino svela un microcosmo di dettagli, specialmente nelle vesti e nelle armi, quasi a voler competere col fine cesello di orafi e bronzisti. Nessun altro ceramografo a figure nere lo fa. Nella scena di Aiace e Achille, «con la sua profusione di dettagli minutamente incisi nei capelli, nelle armature e nei mantelli, la tecnica a figure nere raggiunge, e supera persino, la sua acme».
I dettagli dei vestiti riecheggiano, su scala minore, i temi presenti altrove sul vaso nel suo insieme. Non possono non stupire, per esempio, gli abbellimenti sulla testa e sulle spalle di Aiace, soprattutto se si pensa che l'oggetto è solo un vaso di terracotta e non una superficie d'oro intarsiato di niello. Tutto questo accresce l'aura misteriosa che promana dall'universo pittorico e poetico di Exekias.